# Giannis Mystakidis
Giannis Mystakidis (ook bekend als Ioannis Mystakidis) (Grieks: Γιάννης Μυστακίδης) (Thessaloniki, 7 december 1994) is een Grieks voetballer die doorgaans als aanvaller speelt.

## Carrière
Giannis Mystakidis speelde in Griekenland in de jeugd van GAS Svoronos, Vataniakos FC en in Duitsland voor TSG 1899 Hoffenheim, SV Waldhof Mannheim en SC Freiburg. Bij deze club zat hij ook enkele wedstrijden op de bank bij het tweede elftal, wat in het seizoen 2013/14 actief was in de Regionalliga Südwest. In 2014 vertrok hij transfervrij naar PAOK Saloniki, wat hem direct verhuurde aan het op een niveau lager actieve Pierikos FC. In de loop van het seizoen 2015/16 speelde Mystakidis zich in de basisopstelling van PAOK. Aan het einde van het seizoen 2016/17 scheurde hij zijn kruisband, waardoor hij de eerste helft van het volgende seizoen miste. De tweede helft van dat seizoen werd hij aan rivaal Panathinaikos FC verhuurd. Mystakidis keerde nooit meer terug in de basis bij PAOK, en werd drie keer een half seizoen verhuurd: aan PAS Giannina, het Poolse Górnik Zabrze en Volos FC. In de winterstop van het seizoen 2019/20 sloot hij na een proefperiode transfervrij aan bij De Graafschap. Hij debuteerde voor De Graafschap op 24 januari 2020, in de met 3-2 gewonnen thuiswedstrijd tegen MVV Maastricht. Hij speelde zes wedstrijden voor De Graafschap, alvorens de competitie werd beëindigd vanwege de coronacrisis. Mystakidis verlengde zijn contract bij De Graafschap met één jaar, maar nadat hij in het seizoen 2020/21 weinig speelde, werd dit contract in de winterstop ontbonden.

### Statistieken
| Seizoen                       | Club               | Land           | Competitie      | Competitie | Competitie | Beker | Beker | Overig | Overig | Totaal | Totaal |
| Seizoen                       | Club               | Land           | Competitie      | Wed.       | Dlp.       | Wed.  | Dlp.  | Wed.   | Dlp.   | Wed.   | Dlp.   |
| ----------------------------- | ------------------ | -------------- | --------------- | ---------- | ---------- | ----- | ----- | ------ | ------ | ------ | ------ |
| 2013/14                       | SC Freiburg II     | Duitsland      | Regionalliga SW | 0          | 0          | –     | –     | –      | –      | 0      | 0      |
| 2014/15                       | PAOK Saloniki      | Griekenland    | Super League    | 0          | 0          | 0     | 0     | 0      | 0      | 0      | 0      |
| 2014/15                       | → Pierikos FC      | Griekenland    | Football League | 23         | 3          | 2     | 0     | 2      | 0      | 27     | 3      |
| 2015/16                       | PAOK Saloniki      | Griekenland    | Super League    | 16         | 3          | 5     | 1     | 10     | 1      | 31     | 5      |
| 2016/17                       | PAOK Saloniki      | Griekenland    | Super League    | 17         | 3          | 7     | 3     | 7      | 0      | 31     | 6      |
| 2017/18                       | PAOK Saloniki      | Griekenland    | Super League    | 0          | 0          | 2     | 0     | 0      | 0      | 2      | 0      |
| 2017/18                       | → Panathinaikos FC | Griekenland    | Super League    | 6          | 0          | 0     | 0     | 0      | 0      | 6      | 0      |
| 2018/19                       | → PAS Giannina     | Griekenland    | Super League    | 10         | 1          | 0     | 0     | –      | –      | 10     | 1      |
| 2018/19                       | → Górnik Zabrze    | Polen          | Ekstraklasa     | 9          | 0          | 1     | 0     | 0      | 0      | 10     | 0      |
| 2019/20                       | → Volos FC         | Griekenland    | Super League    | 8          | 0          | 1     | 0     | –      | –      | 9      | 0      |
| 2019/20                       | De Graafschap      | Nederland      | Eerste divisie  | 6          | 0          | 0     | 0     | –      | –      | 6      | 0      |
| 2020/21                       | De Graafschap      | Nederland      | Eerste divisie  | 9          | 0          | 0     | 0     | –      | –      | 9      | 0      |
| Carrièretotaal                | Carrièretotaal     | Carrièretotaal | Carrièretotaal  | 104        | 10         | 18    | 4     | 19     | 1      | 141    | 15     |
| Bijgewerkt op 11 januari 2021 |                    |                |                 |            |            |       |       |        |        |        |        |